# ري سول جو
ري سول جو Ri Sol-ju (بالكورية:리설주) (مواليد 28 سبتمبر 1989 بـمقاطعة هامغيونغ الشمالية) هي زوجة زعيم كوريا الشمالية كم جونغ أون. أعلنت وسائل الإعلام الرسمية الكورية الشمالية عن حفل زفافهما في 25 يوليو 2012، بعد ظهور الزوجين في الأماكن العامة خلال الأسابيع السابقة. أصبحت رسمياً سيدة كوريا الشمالية الأولى في 15 أبريل 2018.
لا يُعرف الكثير عنها من المصادر الكورية الشمالية الرسمية، لكن المصادر الخارجية تكهنت بالمزيد عنها؛ يُعتقد أن لديها ثلاثة أبناء، على الرغم من أن هذا غير معروف على وجه اليقين. ظهرت مرات عديدة علناً مع زوجها في بعض المناسبات. في أبريل 2018، رُفع لقبها في وسائل الإعلام الحكومية من «الرفيق» إلى «السيدة الأولى المحترمة»، ويعتبر هذا اللقب شرفًا عظيمًا إذ كانت تلك المرة الأولى التي يُستخدم فيها هذا اللقب منذ عام 1974.